# 布魯萊山
45°57′18.8″N 7°32′18.1″E / 45.955222°N 7.538361°E

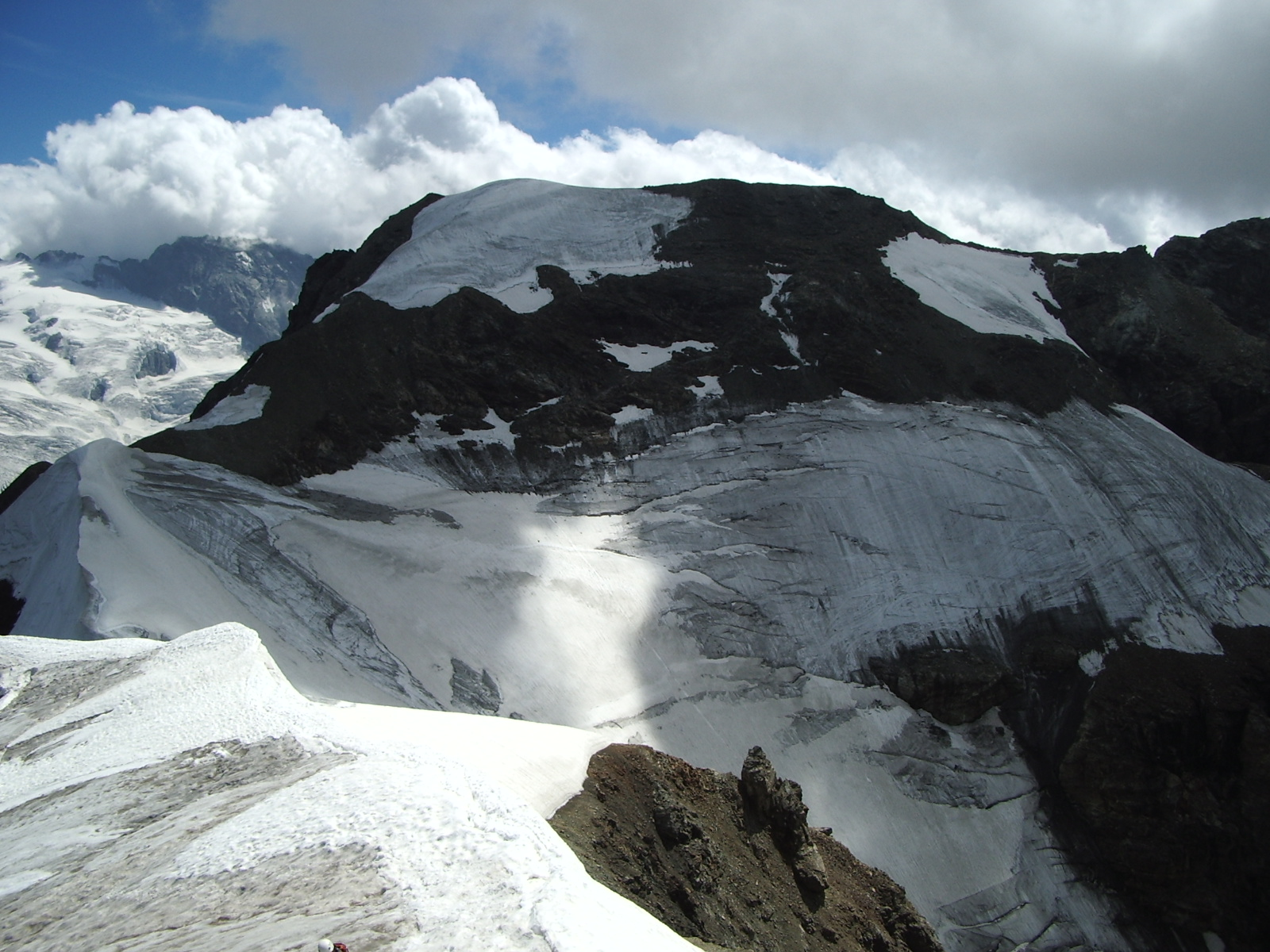

布魯萊山（義大利語：Monte Brulé），是中歐的山峰，位於意大利和瑞士接壤的邊境，屬於本寧阿爾卑斯山脈的一部分，海拔高度3,585米，每年平均降雨量1,358毫米，人類在1876年8月7日首次登頂。